# Cláudio Lopes
Cláudio Lopes (28. veljače 1992.) je angolski rukometaš. Nastupa za angolski klub Primeiro de Agosto i angolsku reprezentaciju.
Natjecao se na Svjetskom prvenstvu u Danskoj i Njemačkoj 2019., gdje je reprezentacija Angole završila na 23. mjestu, te u Egiptu 2021. (30.).